# Valerija (cantante)
Valerija (in russo Валерия?), pseudonimo di Anna Jur'evna Perfilova (in russo Алла Юрьевна Перфилова?; Atkarsk, 17 aprile 1968), è una cantante russa.
Nel corso della sua carriera è stata insignita di diversi premi e onorificenze tra cui tredici Zolotoj grammofon, quattro premi Muz-TV e due MTV Russia Music Awards. Ha partecipato in 15 occasioni come finalista al festival russo/sovietico Pesnja goda.

## Biografia

### Primi anni
Nata nella cittadina di Atkarsk, nell'oblast' di Saratov, in una famiglia di musicisti, ha studiato presso l'unica scuola di musica presente in città, nella quale il padre, Jurij Ivanovič, lavorava come direttore, e la madre, Galina Nikolaevna, lavorava come insegnante. Da giovane si unì al Komsomol, sostenendo di ispirarsi alla partigiana sovietica Ljubov' Ševtsova.

## Discografia

### Album in studio
- 1992 - Pobud' so mnoju
- 1992 - The Taiga Symphony
- 1995 - Anna
- 1997 - Familija. Čast' 1
- 1999 - Pervij Internet al'bom
- 2001 - Glaza cveta beba
- 2003 - Strana ljubvi
- 2005 - Nežnost' moja
- 2009 - Out of Control
- 2010 - Vo mne moja ljbov'
- 2012 - Po Serpantinu
- 2016 - Okeany

### Raccolte
- 1999 - Samoe lučšee
- 2010 - Pesni, kotorye vy poljubili
- 2015 - Ėto vremja ljubvi